# Jean Musin
Pour les articles homonymes, voir Musin.
Jean Musin (né le 31 août 1926 à Pâturages (Hainaut) - décédé le 24 août 2015 à Uccle) est un comédien belge.

## Biographie
Premier prix du conservatoire de Bruxelles, Jean Musin a été l'interprète de nombreuses pièces de théâtre et de plusieurs films ou téléfilms et séries télévisées.

## Théâtre
- 1984 : La Salle des profs : metteur en scène : Albert-André Lheureux - Théâtre de la Potinière

## Filmographie

### Cinéma
- 1970 : Paix sur les champs de Jacques Boigelot
- 1972 : L'Amoureuse de Christian Mesnil
- 1973 : Le Far West de Jacques Brel
- 1981 : À hauteur d'homme de Jean-Marie Piquint (Voix)
- 1988 : Le Maître de musique de Gérard Corbiau

### Télévision
- 1967 : Barbara (téléfilm) de Jean-Louis Colmant
- 1973 : Incident à Vichy (téléfilm) de Jean Allaert et Jean Nergal
- 1977 : Mariages (série TV), de Teff Erhat
- 1983-1984 : Alice au pays des merveilles (série télévisée d'animation) de Shigeo Koshi
- 1990 : Tifou (série TV), Voix